# ドナルド・スタイナー
ドナルド・スタイナー（Donald Frederick Steiner, 1930年7月25日 - 2014年11月11日）は、アメリカ合衆国の生化学者。主な業績はインスリンの生合成に関する発見。イリノイ州シカゴ出身。
1952年シンシナティ大学卒業後、1956年にシカゴ大学から生化学の修士号とM.D.を取得。のちシカゴ大学教授就任。

## 受賞歴
- 1971年 - ガードナー国際賞
- 1976年 - バンティング・メダル
- 1984/5年 - ウルフ賞医学部門
- 1990年 - フレッド・コンラッド・コッホ賞

## 参照
- Donald F. Steiner, MD, 1930-2014
- Donald F. Steiner MD, 1930–2014: Discoverer of proinsulin